# George Sartorius
George Rose Sartorius (ur. 1790 w Bombaju, zm. 13 kwietnia 1885 w Lymington (hrabstwo Hampshire) – brytyjski admirał floty. 

## Życiorys
Oficer w czasie wojen napoleońskich i Marynarki wojennej króla Dom Pedra w czasie wojen portugalskich 1828–1834. Od marca 1869 do lipca 1869 wiceadmirał brytyjskiej floty. Kawaler Komandor, a następnie Kawaler Krzyża Wielkiego Orderu Łaźni, Wielki Oficer Orderu Wojskowego Wieży i Miecza i Kawaler Krzyża Wielkiego Orderu Wojskowego Avis. Odznaczony Medalem Trafalgaru.